# Atari Anniversary Edition
Atari Anniversary Edition è un videogioco del 2001 sviluppato da Digital Eclipse Software e pubblicato da Infogrames per Microsoft Windows e Dreamcast, in occasione del trentennale di Atari. Si tratta di una raccolta di 12 classici videogiochi da sala giochi dell'Atari, emulati in versione fedele o con piccole migliorie, e accompagnati da fotografie e altri extra. La raccolta è stata successivamente commercializzata per PlayStation con il titolo Atari Anniversary Edition Redux e resa disponibile su PlayStation Network.
Una versione per Game Boy Advance intitolata Atari Anniversary Advance è uscita nel 2002 e contiene solo 6 giochi.

## Modalità di gioco
Nelle versioni per Windows e Dreamcast sono inclusi dodici videogiochi:
- Asteroids
- Asteroids Deluxe
- Battlezone
- Centipede
- Crystal Castles
- Gravitar
- Millipede
- Missile Command
- Pong
- Super Breakout
- Tempest
- Warlords

Su PlayStation sono assenti Crystal Castles e Millipede, sostituiti da Black Widow e Space Duel.